# Шарафанов, Николай Григорьевич
Николай Григорьевич Шарафанов — советский журналист и политический деятель.

## Биография
Родился в 1924 году в деревне Дымовка. Член КПСС с 1943 года.
Участник Великой Отечественной войны: старший радиотелеграфист 794-го гаубичного артиллерийского полка РГК.
В 1966—1985 гг. — главный редактор николаевской областной газеты «Южная правда».
Делегат XXV съезда КПСС.
В 1993—2000 гг. — первый заместитель председателя Николаевского областного Совета ветеранов.
Умер в 2017 году в Николаеве.

## Награды
- Орден Отечественной войны II степени (06.04.1985)
- Орден Трудового Красного Знамени
- Орден Красной Звезды (28.09.1944, 15.05.1945)
- Орден Знак Почёта